# 何渥
何渥（1471年—？），字承恩，浙江嚴州府建德縣人，民籍，明朝政治人物。

## 生平
弘治十一年（1498年）戊午科浙江鄉試第四十七名舉人。弘治十五年（1502年）中式壬戌科會試第一百三十名，三甲第一百零四名進士。官廣東高要知縣。

## 家族
曾祖何道崇；祖父何永敬；父何璔，母沈氏。永感下。